# Eco de luz

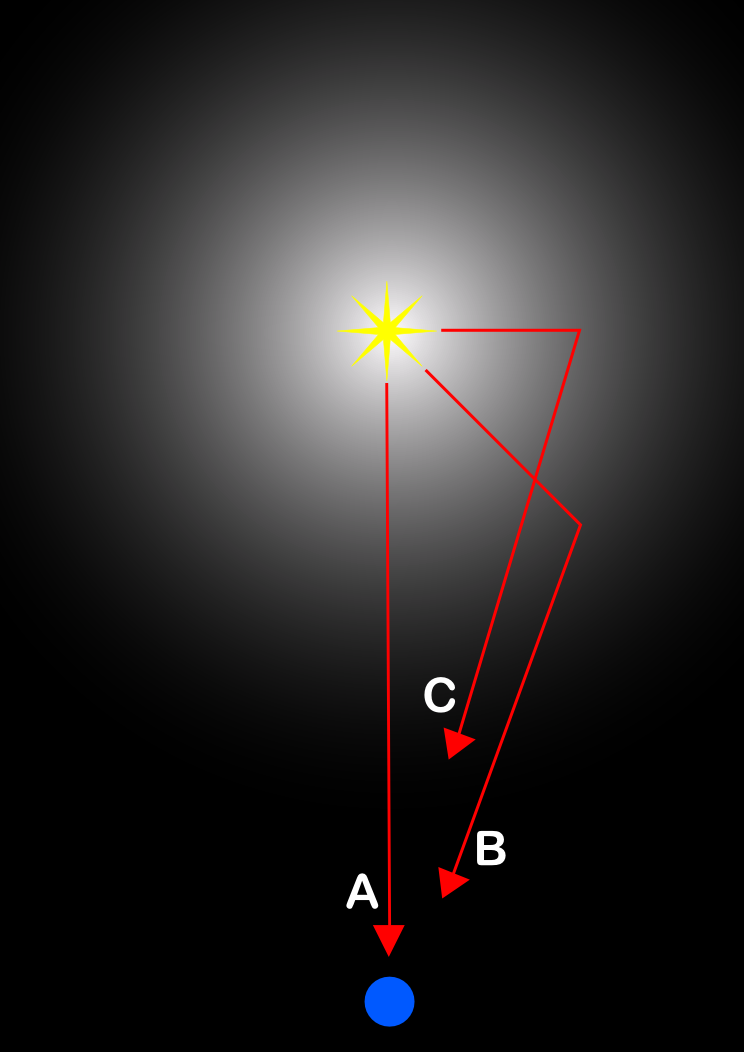
A luz refletida que segue o caminho B chega ao destino pouco depois que a cintilação direta que segue o caminho A e antes que a luz que percorre C. Tanto B como C tem a mesma distância aparente desde a estrela conforme ao observável a partir da Terra.

Um eco de luz é um fenômeno óptico na astronomia. De forma análoga ao eco de um som, um eco de luz se produz quando uma cintilação ou explosão de luz repentina, tal como os que podem ser observados nas novas, se reflete em um meio e chega ao observador algum tempo depois que a cintilação inicial. Devido às questões geométricas, os ecos de luz podem produzir a ilusão de viajar a velocidades mais rápidas que a luz.

## Explicação
Os ecos de luz são produzidos quando a cintilação inicial que parte de um objeto que incrementa seu brilho subitamente, como no caso de uma nova, que reflete na poeira interestelar que se encontra no meio e que pode estar associado ou não com a fonte de luz. A luz da cintilação inicial alcança ao observador em primeiro lugar, enquanto que a reflexão na poeira ou outros objetos situados entre a fonte e o observador começa a chegar pouco depois. Como esta luz viajou para adiante e era proveniente da estrela, provoca a ilusão de um eco que se expande mais rápido que a velocidade da luz.
Na ilustração da direita, a luz que avança pelo caminho A é emitida pela fonte original e chega ao observador primeiro, à luz que segue o caminho B é, às vezes, refletida por nuvens de gases que se encontra em um ponto entre a fonte e o observador; e a luz que percorre o caminho C é refletida, às vezes, também por nuvens de gases perpendiculares ao caminho direto. Embora que para o observador da luz que percorre os caminhos B e C parecem vir do mesmo ponto, B em realidade se pensa que é muito mais próximo. Como resultado, o observador acredita que o eco se expande a uma velocidade maior que a da luz.

## Exemplos

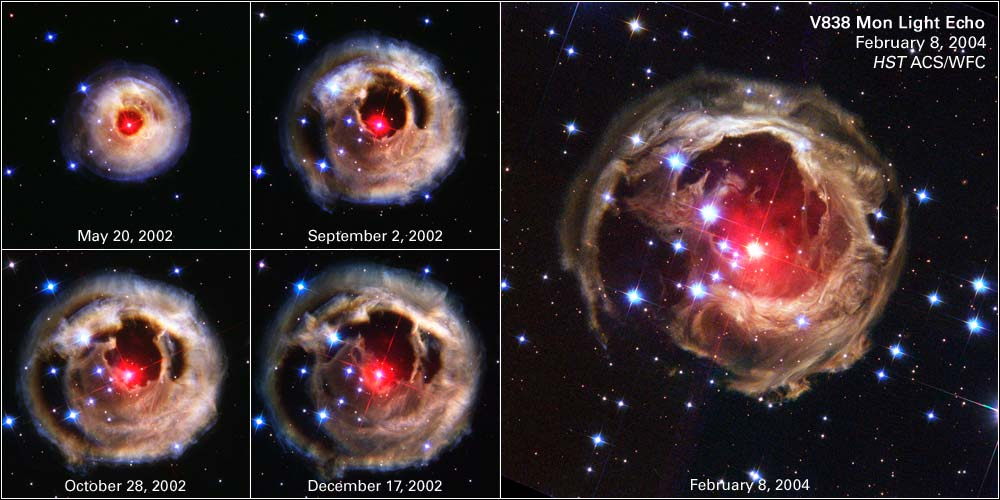
Imagens da expansão do eco de luz V838 Monocerotis. NASA/ESA.

Em 2002, o telescópio espacial Hubble foi capaz de registra a importante explosão que sofreu a estrela variável V838 Monocerotis. O mesmo resultado surpreendente aos observadores embora que o objeto parecia expandir-se a uma velocidade que superava ao extremo a velocidade da luz ao tempo que crescia de um tamanho visual aparente de 4 a 7 anos-luz em uns poucos meses. A expansão do eco de luz ainda mantém e se espera que continue até 2010.
Os ecos de luz foram utilizados para determinar com precisão a distância da estrela variável Cefeida RS Puppis, segundo um anúncio realizado no começo de 2008.
Estes fenômenos puderam ser observados em relação a SN 1993J e SN 1987A, as supernovas mais próximas descobertas em tempos modernos. O primeiro registro de um eco de luz foi feito em 1936, embora aquele evento não foi estudado em detalhe.